# Фундуджак
Фундуджак или Фундуджик (на гръцки: Λεπτοκαρυά, Лептокария, до 1928 Φουντουτζιάκ, Фундудзяк) е село в Западна Тракия, Гърция в дем Дедеагач

## География
Селото е разположено на 32 km северно от Дедеагач.

## История
Според статистиката на професор Любомир Милетич в 1912 година във Фондуджак живеят помаци.